# Угорський собака

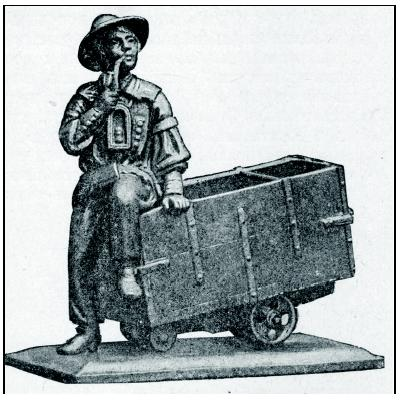
Старовинний гірничий візок «угорська собака»

Угорська собака — різновид старовинної гірничої тачки (візка), який отримав найбільше поширення в середньовічній Середній Європі. Таким візком користувалися, зокрема, гірники Угорського королівства (здебільшого на рудниках Словаччини). Характерна особливість — конструктивне рішення колісних пар візка — вони різних діаметрів. Гірник штовхав «собаку» з боку малих коліс, що надавало візку легку керованість і рухливість під час руху звивистою трасою відкотної виробки.
Наводимо уривок з праці Георга Агріколи De Re Metallica (1556 р.), який саме присвячений опису конструкції тачки пізнього Середньовіччя:
| ...гірники користуються ще тачкою великих розмірів, особливо при промиванні олов'яних розсипів. У цієї тачки передню поперечну стінку роблять вище, щоб утримувати занурений матеріал. Місткість відкритого візка в півтора-два рази більше в порівнянні з тачкою, довжина її – близько 4 футів, ширина і висота – приблизно 2 і 1/2 фути. Відповідно до її прямокутної форми вона оббивається трьома прямокутними залізними смугами і з усіх боків зміцнюється залізними прутами. До днища прикріплені дві нерухомі залізні осі, на кінцях яких з обох сторін обертаються дерев'яні диски. Останні закріплені невеликими залізними шпильками (цвяхами), що перешкоджають сходженню їх з осей. Приєднаний до днища великий тупий цвях рухається в пазу, зробленому в відкаточному настилі, утримуючи вагонетку. Відкатник тримає руками тильну частину вагонетки і штовхає її перед собою. Так як під час руху вона видає звук, що нагадує деяким чином собачий гавкіт, її називають «собакою» . Таку вагонетку застосовують при відкатці з дуже довгих штолень, так як рухати її легко, а навантажувати її можна важче. |